# Mellkereszt
A mellkereszt (latin: pectorale) olyan kereszt, amelyet a kereszténység bizonyos egyházaiban a mellkason, ruházat fölött vagy alatt, láncon vagy zsinóron viselnek.
A római katolikus egyházban a mellkereszt viselése a pápákra, bíborosokra, püspökökre, apátokra, prelátusokra korlátozódik. A keleti ortodox egyházban és a szláv hagyományokat követő bizánci katolikus egyházakban a papok mellkeresztet is viselnek, míg a diakónusok és az alacsonyabb rendűek nem.
Számos keresztény felekezetben a mellkereszt azt szimbolizálja, hogy az azt viselő személy a klérus tagja, vagy hogy viselője a magasabb rendű vagy az idősebb papság tagja. Emellett sok laikus is visel valamilyen mellkeresztet.

## Történet
A kereszt az első századokban nem számított értékes szimbólumnak, hanem sokkal inkább "átkozott fának", "a halál és szégyen eszközének". Bizonyított, hogy az 1. századi őskeresztények el is utasították Jézus halálának ábrázolását.
Nagy Konstantin előtt a keresztények rendkívül visszafogottan viszonyultak a kereszt ábrázolásához.
A mellkereszt az előkelő személyeknél már korán ezüstből vagy aranyból készült, drágakövekkel kirakott, s néha ereklyéket tartalmazó tárgy lett, amelyet Nagy Konstantin óta egyes római császárok és a püspökök láncon függve a mellükön viseltek.
A mellkeresztről az egyik legkorábbi említés az 5. századi Hilár pápa idejéből való. 811-ben I. Niképhorosz bizánci császár III. Leó pápának arany mellkeresztet küldött. Ebben az időben a mellkereszteket már mind a papok, mind a laikusok viselték. A kereszteket bizonyos módosabb hívők tiszteletből vagy mint amulettet viselték, és aztán a halottakkal együtt gyakran a sírba temették. Ezek többnyire nem nemesfémből, hanem főleg ólomból, de néha nemesfémből is készültek, olykor Krisztusnak a glóriás ábrázolásával az egyik oldalon, a másik oldalon az Istenanya, mint orans.
Magyarországon jellemző emlékcsoport a román-kori ereklyetartó mellkeresztek csoportja. Bronzból készült, karikán felfüggeszthető és nyitható, kis mellkeresztek ezek, elől a kereszten függő Krisztus kolobionos alakjával, hátul a bizáncias „Maria orans“ vésett vagy domborműves képével.
Pázmány Péter magyar érseknek több mellkeresztje volt. Az egyik táblakővel, rubinnal, zafírral, topázzal és gyönggyel díszített kereszt, feketére zománcozva. Hátlapjain kék alapon fehér bárány zománcozva, feketén a passiónak eszközei. Egy másik zafírral és gyémánttal ékesítve, ezüstbe foglalva.
Ma a római katolikus egyházban a mellkereszt a pápa, a bíborosok, az érsekek és a püspökök által használt pontifikális szimbólumok egyike. 
A pápák kiterjesztették ezt a kiváltságot az apátokra, apátnőkre és néhány elöljáróra és kanonokra is. Egyes papok csak egyszerű mellkeresztet hordanak.

## Képek

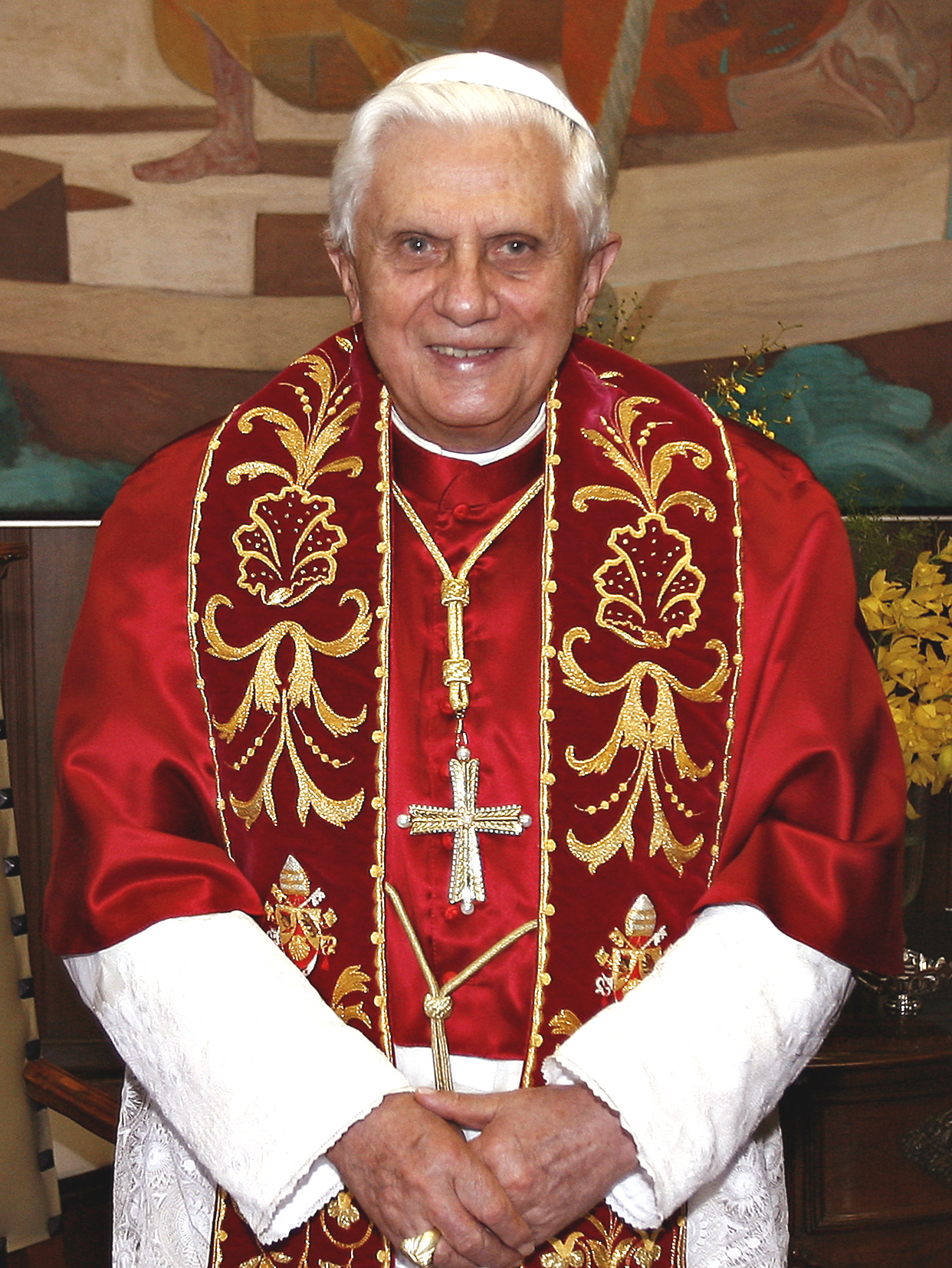
XVI. Benedek pápa
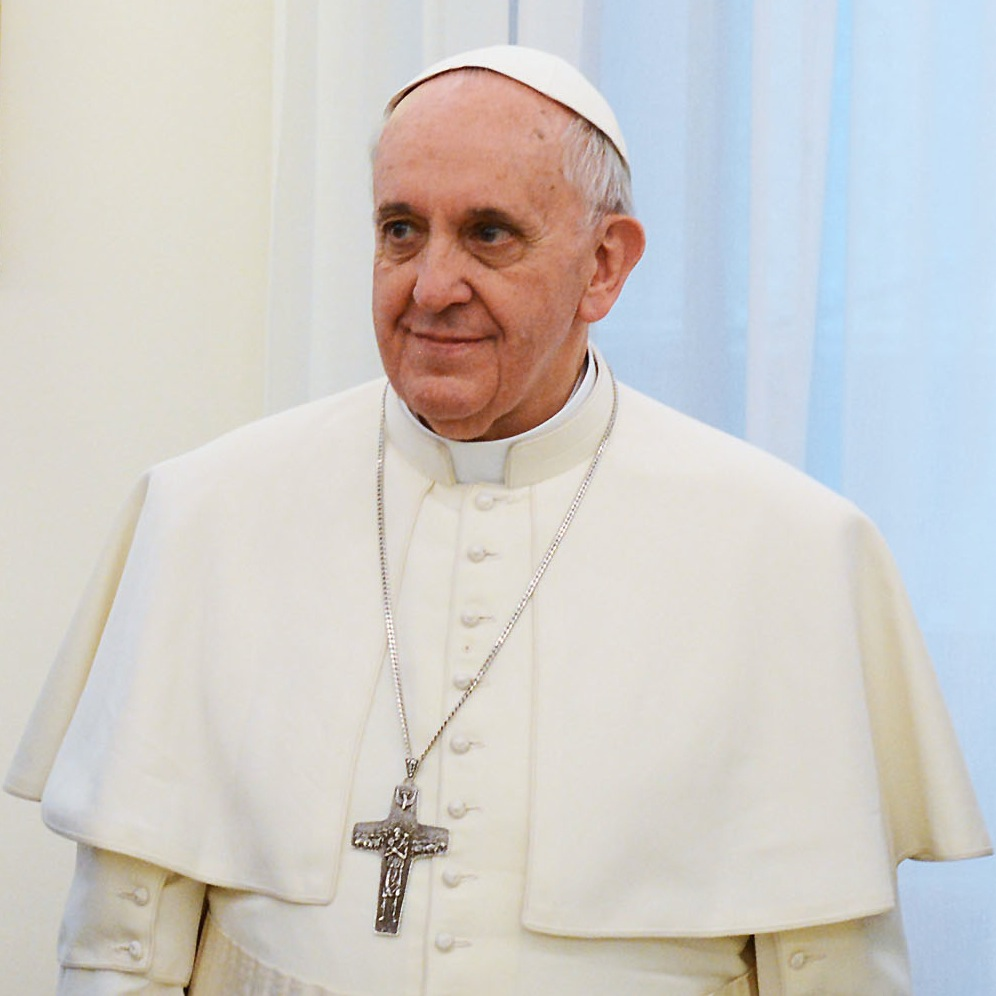
Ferenc pápa
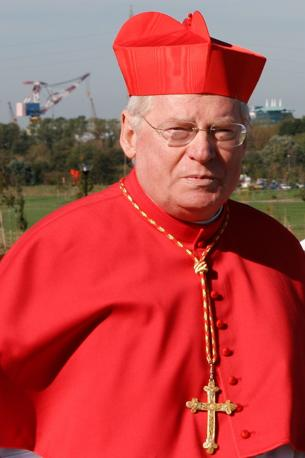
Angelo Scola
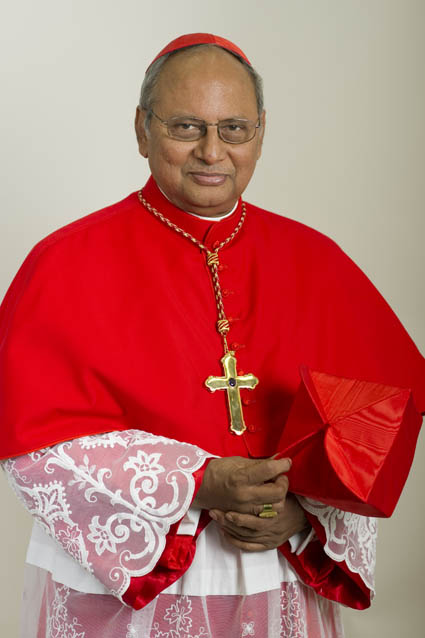
Malcolm Ranjith bíboros
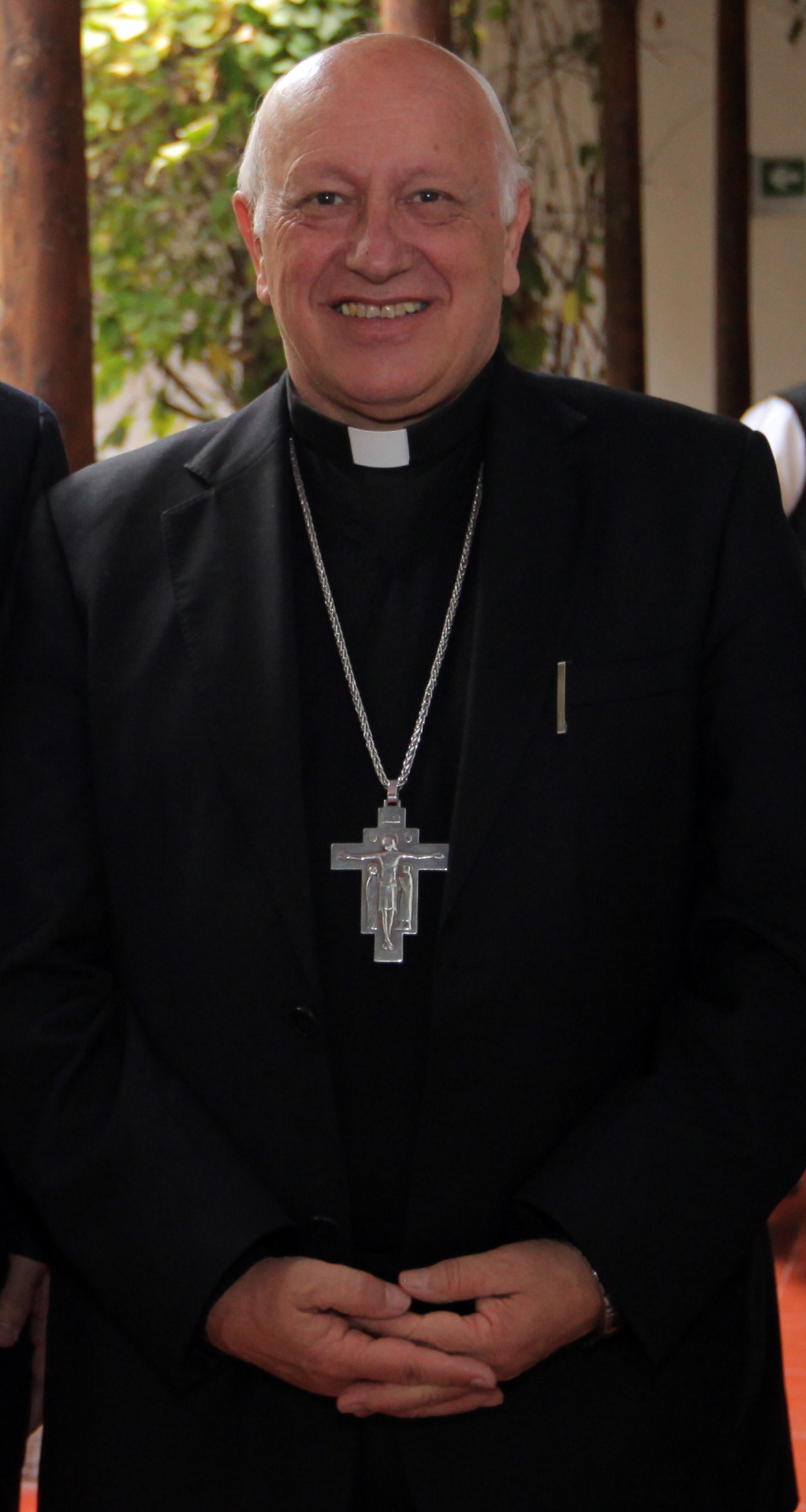
Ricardo Ezzati Andrello